# Georg von der Marwitz

Georg von der Marwitz, um 1912

Georg Cornelius Adalbert von der Marwitz (* 3. Juli 1856 in Klein Nossin; † 27. Oktober 1929 in Wundichow) war ein preußischer General der Kavallerie, der während des Ersten Weltkrieges vom Dezember 1916 bis September 1918 die 2. Armee kommandierte.

## Leben
Georg entstammte dem neumärkischen Uradelsgeschlecht von der Marwitz. Er war der Sohn des Rittergutsbesitzers und Hauptmanns a. D. Adalbert von der Marwitz auf Klein-Nossin und Wundichow und dessen Ehefrau Maria Anna, geborene Henrichsdorff aus einer Danziger Patrizierfamilie (Der Lachs zu Danzig, Danziger Goldwasser). Er erbte das Gut Wundichow und Anteile an der Likörfabrik.
Marwitz trat 1875 aus dem Potsdamer Kadettenkorps als Sekondeleutnant in das 2. Garde-Ulanen-Regiment der Preußischen Armee in Berlin ein. 1881 heiratete er Helene von Kameke, Tochter des damaligen Kriegsministers Georg von Kameke. Von 1883 bis 1886 war er an der Kriegsakademie. Bis 1900 befehligte er das 3. Garde-Ulanen-Regiment, bevor er zum Chef des Stabes des XVIII. Armee-Korps ernannt wurde. Es folgte die Verwendung als Kommandeur der 1. Garde-Kavallerie-Brigade sowie die Beförderungen zum Generalmajor 1908. Ab 2. März 1911 war Marwitz mit der Führung der 3. Division beauftragt worden, zu deren Kommandeur er mit der zeitgleichen Beförderung zum Generalleutnant am 20. März 1911 ernannt wurde. Am 11. November 1912 gab er die Division ab und wurde Generalinspekteur der Kavallerie.
Mit Ausbruch des Ersten Weltkriegs hörte die Generalinspektion auf zu bestehen und Marwitz wurde Höherer Kavalleriekommandeur 2 an der Westfront. Er nahm am 12. August 1914 am Gefecht bei Haelen und am 26. August an der Schlacht bei Le Cateau teil. Nach der Teilnahme am Wettlauf zum Meer und dem Übergang zum Stellungskrieg in der Ersten Flandernschlacht wurde das Höhere Kavallerie-Kommando 2 am 23. Dezember 1914 aufgelöst. Marwitz übernahm an der Ostfront den Befehl über das neu aufgestellte XXXVIII. Reserve-Korps. Der neue Großverband bewährte sich bei der Winterschlacht in Masuren. Später sollte das Korps als „Beskidenkorps“ Teil von General Linsingens Südarmee werden. Nach seinem Einsatz in Österreich-Ungarn gegen die russische Armee im Februar 1915 bekam er am 7. März 1915 den Orden Pour le Mérite sowie am 14. Mai 1915 das Eichenlaub zu dieser höchsten preußischen Tapferkeitsauszeichnung.
Im November 1915 ernannte man Marwitz zum Kommandierenden General des VI. Armee-Korps an der Westfront. Bald wurde er wieder an der Ostfront eingesetzt, wo er mit der nach ihm benannten „Gruppe Marwitz“ der Bugarmee ab Juni 1916 an der Abwehr der russischen Brussilow-Offensive beteiligt war. Am 6. Oktober 1916 wurde er Generaladjutant von Kaiser Wilhelms II. Am 17. Dezember 1916 wurde Marwitz Oberbefehlshaber der 2. Armee an der Westfront, im Frühjahr 1917 folgte er dabei dem taktischen Rückzug auf die vorbereitete neue Siegfriedstellung. Im November 1917 schlug er bei der Schlacht von Cambrai einen britischen Angriff zurück. Ende März 1918 beteiligte sich die 2. Armee im Mittelabschnitt an der deutschen Michael-Offensive. In der zweiten Jahreshälfte erlitten seine Truppen nach dem britischen Angriff am 8. August bei Amiens eine schwere Niederlage und mussten zurückgehen. Von September 1918 bis zum Ende des Krieges kommandierte Marwitz noch die 5. Armee bei Verdun, wo er mit der alliierten Meuse-Argonne-Offensive konfrontiert wurde. Nach dem Ende des Krieges und der Niederlage Deutschlands zog sich Marwitz im Dezember 1918 aus dem öffentlichen Leben zurück.

## Sonstiges
Marwitz, musikalisch interessiert und begabt, war zeitweise Mitglied der Sing-Akademie zu Berlin unter Georg Schumann.

## Ehrungen
- Kronenorden I. Klasse[5]
- Rechtsritter des Johanniterordens[5]

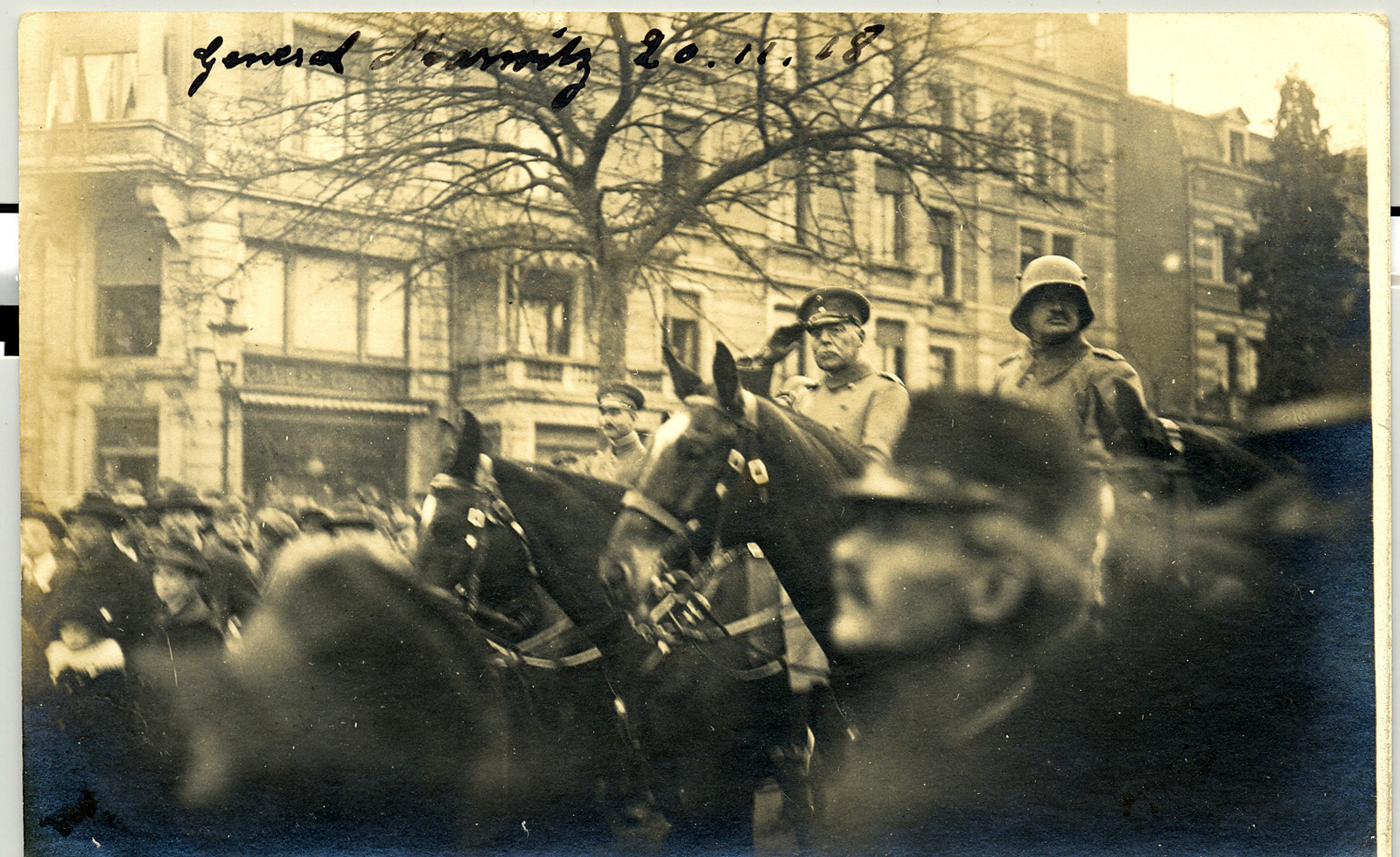
Marwitz salutierend an der Spitze seiner Truppen am 20. November 1918 auf dem Rückmarsch durch die Stadt Luxemburg

- Preußisches Dienstauszeichnungskreuz[5]
- Komtur II. Klasse des Grossherzoglich Hessischen Philipps-Ordens[5]
- Ehrengroßkreuz des Oldenburgischen Haus- und Verdienstordens des Herzogs Peter Friedrich Ludwig[5]
- Komtur des Hausordens vom Weißen Falken[5]
- Waldeckscher Verdienstorden II. Klasse[5]
- Orden vom Doppelten Drachen II. Stufe, I. Klasse[5]
- Komtur des Ritterordens der hl. Mauritius und Lazarus[5]
- Komtur des Franz-Joseph-Ordens[5]
- Komtur des Sonnen- und Löwenordens[5]
- Großkreuz des Schwertordens[5]
- Komtur des Ordens der Siamesischen Krone[5]
- Eisernes Kreuz (1914) II. und I. Klasse
- Großkreuz des Roten Adlerordens mit Eichenlaub und Schwertern
- Stern der Komture des Königlichen Hausordens von Hohenzollern mit Schwertern